# دکتر آنتونیو (اپرا)
دکتر آنتونیو (ایتالیایی: Il dottor Antonio) یک اپرای ایتالیایی است که در سال ۱۹۴۹ میلادی، توسط فرانکو آلفانو و بر پایهٔ رمان دکتر آنتونیو اثر جووانی روفینی ساخته شد.